# George Oliver Benton
George Oliver Benton (* 22. Juni 1915 in Jackson, Tennessee; † 9. Oktober 2001) war ein US-amerikanischer Politiker. Zwischen 1947 und 1949 war er als Präsident des Staatssenats faktisch Vizegouverneur des Bundesstaates Tennessee, auch wenn dieses Amt formell erst 1951 eingeführt wurde.

## Werdegang
George Benton besuchte die öffentlichen Schulen seiner Heimat. Danach studierte er bis 1938 an der Vanderbilt University. Nach einem anschließenden Jurastudium an derselben Universität und seiner 1940 erfolgten Zulassung als Rechtsanwalt begann er in diesem Beruf zu arbeiten. Während des Zweiten Weltkrieges war er Major im United States Marine Corps. Nach dem Krieg praktizierte er wieder als Anwalt. Außerdem war er Vizepräsident der Hub City Title Company und Direktor bei der National Bank of Commerce. 
Politisch schloss er sich der Demokratischen Partei an. Zwischen 1947 und 1951 saß er im Senat von Tennessee, wobei er von 1947 bis 1949 dessen Präsident war. In dieser Eigenschaft war er Stellvertreter von Gouverneur Jim Nance McCord. Damit bekleidete er faktisch das Amt eines Vizegouverneurs. Dieser Posten war bzw. ist in den meisten anderen Bundesstaaten verfassungsmäßig verankert; in Tennessee ist das erst seit 1951 der Fall. In den Jahren 1969 und 1970 war Benton Vorstandsmitglied seiner Partei. Es wird in den Quellen allerdings nicht erwähnt, ob es sich hierbei um den Staats- oder Bundesvorstand handelte. Seit 1943 war er mit Theresa Anderson verheiratet, mit der er drei Kinder hatte. Er war Mitglied zahlreicher Organisationen und Vereinigungen und starb am 9. Oktober 2001.